# Somatochlora uchidai
Somatochlora uchidai – gatunek ważki z rodziny szklarkowatych (Corduliidae).